# Jeff Noon
Jeff Noon (Droylsden, Lancashire, Anglia, 1957. november 24. –) angol sci-fi-szerző.

## Élete
1957-ben született, egy Manchester melletti kisvárosban, Droylsdenben. Állítása szerint átlagos, magányos gyermekkora volt, amelyet a saját világába történő visszavonulással töltött. Festegetett, és régi magnók bütykölésével is foglalatoskodott.
Érzése szerint ebből a saját maga kreált világból tinédzser koráig nem is igazán lépett ki, amikor is rájött, hogy olyasmihez van tehetsége amely másoknak örömet okozhat. Ekkor kezdett írni és hozzá hasonló magányos lelkekkel lógott. Egy a Stand and Deliver nevű bandához csatlakozott, mellyel a környékbeli pubokat járták, felolvastak, zenéltek... Ekkor kezdte komolyan fontolgatni az írói pályát.
Drámát és festészetet tanult a Manchester-i egyetemen, amelyet néhány év "semmittevés" követett: különböző munkahelyek, alakítás a manchesteri a Fringe színház egyik darabjában. A főiskola után röviddel támadta az az ötlete, hogy ír egy darabot a Falkland-szigetekkel kapcsolatban, mely a Woundings címet viselte. Ebben az időben a Mobil támogatásával a Royal Exchange színház éppen egy színdarab-író versenyt tartott, így gyorsan kidolgozta az első verzióját a darabnak, és beküldte.
Éppen a 28. születésnapján értesítette a Royal Exchange, hogy az ő pályázata nyert. Így a darab színpadra is került, a fiatal írót pedig leszerződtették. Kényelmesen hátradőlt, és úgy gondolta, "igen, ez az, író vagyok". A következő években azonban kétségbeesetten próbált előjönni ismét egy ötlettel melyet valaki megrendez, de nem így történt. Kétségbeesésében úgy érezte, hogy talán mégsem írónak született.
Kilátástalanul és pénz nélkül végül elvállalt egy állást Manchesterben a Waterstone's könyvesboltban. Ez a munka átmenetinek indult, csak amíg újra pályára nem kerül. Ám ahogy az ilyenkor lenni szokott, végül öt évet töltött a boltban a könyvek között. Aztán egy napon odalépett a főnöke, aki akkor indított egy új kiadót, és megkérdezte nem írna-e neki egy novellát. Így aztán hazaérve bekapcsolta a szövegszerkesztőt, és írni kezdett, "Mandy came out of the all-night Vurt-U-Want, clutching a bag of goodies." A kiadó a Ringpull Press nevet kapta, a könyvből a Vurt lett. A következő megálló pedig az Arthur C. Clarke díj volt 1994-ben.

## Művei

### Regények és novellák
Vurt (Ringpull Press) 1993
Pollen (Fourth Estate) 1995
Automated Alice (Transworld) 1996
Nymphomation (Transworld) 1997
Needle in the Groove (Transworld) 2000
Falling Out of Cars (Transworld) 2002

### Novella-gyűjtemények
Pixel Juice (Transworld) 1998
Cobralingus (Codex Books) 2001

### Web projectek
Mappalujo (Hyper Literature) 2002
217 Babel Street

### Novellák
Remixing the Future (Dubchester Kiss); City Life, July 27 1994
Ultra Kid and Catgirl; GQ (UK edition), March 1995
Artificially Induced Dub Syndrome; Techno Pagan (Pulp Faction), 1995
The Call of the Weird; The Big Issue, Dec 19 1995
Tweedles; The Guardian, Dec 27 1996
The Shoppers; Waterstone’s Diary, 1997
Before it Disappears; Raise, May 1997
DJNA; Disco Biscuits (Sceptre), 1997
Blurbs; Random Factor (Pulp Faction), 1997
Solace; The Big Issue, Aug 4 1997
Latitude 52; Intoxication (Serpent’s Tail), 1998
Homo Karaoke; Manchester Stories, City Life Short Story Supplement, Sept 8 1998
Oblivion Girls; New Writing 8 (The British Council, Vintage), 1999
Blackley, Crumpsall, Harpurhey, Saturn; The City Life Book of Manchester Short Stories (Penguin), 1999
Articles, Interviews, Non-Fiction etc.
Techno Erotic Paganism; City Life, July 27, 1994
Strange Weather (Interview with 808 State); Blah Blah Blah, June 1996
The Mouseman Cometh; Arena, Nov 1996
Fairytales From The Future (interview) – Spike magazine, Nov 1996
This Time it’s Personal; The Guardian, Nov 15, 1996
The Difference a Day Made; The Guardian, Oct 27, 1997
All Kinds of Alice; The Guardian, Jan 7, 1998
My Inspiration; The Guardian, Oct 6 1998
I Wish I'd Written…; The Guardian, Oct 26, 1998
All Shook Up; amazon.co.uk 1998
Epiphanies; The Wire, Dec 1998
Space for the Bass; Reconvene Programme Book, April 1 1999
High Noon (Leaving the City); City Life, April 28, 1999
Ghost in the Machine; Frieze, May 1999
Juicing the Pixels (Story Notes); World Wide Web, June 1999
The Spell of Borges; The Guardian, August 18, 1999
How I Write; The Times, October 2, 1999
Needle In The Groove: Twelve Views Of A Novel (Story Notes) – Vurtlist
Dub Til It Bleeds (interview) – Interzone, 1999 (republished in Spike magazine)
Dub Fiction; Repetitive Beat Generation (Rebel Inc), Feb 2000
Sonic Boom review; The Independent on Sunday, May 2, 2000
Liquid Culture (interview) – Spike magazine, August 2000
Under the Influence; The Idler, Issue 27, Winter 2000
Origins: Towards a Dub Fiction; www.cobralingus.com, Dec 2000
The Snake Charmer; Themepark magazine, issue 2, Jan 2001
Post Futurism Manifesto; The Guardian, Jan 10, 2001
Top 10 Books; www.booksunlimited.co.uk, Jan 2001
Mirror Writing; The Guardian, Dec 27, 2003

### Forgatókönyv
Woundings (Oberon Books), 1986

### Színdarabok
Woundings: The Royal Exchange Theatre, Manchester, 1986
Royal Academy of Dramatic Art, 1987
Leicester Polytechnic, 1988
Alphabox: dramatised by Mike Walker; Radio Four, Dec 14 1999
Vurt: Schauspielhaus, Leipzig, 1999
The Contact Theatre, Manchester, 2000
Somewhere the Shadow, The Contact Theatre, 2001
The Modernists: Sffield Crucible, 2003

### Felvételek
Needle in the Groove; spoken word, with music by David Toop, Sulphur Records (SULCD0004), 2000

## Magyarul
- Vurt; ford. Pék Zoltán; Agave Könyvek, Bp., 2005

## Díjai
- 1994: Arthur C. Clarke-díj